# O.F.T.B.
O.F.T.B. (abgekürzt für Operation From The Bottom) war eine US-amerikanische Hip-Hop-Gruppe aus Watts (Los Angeles).
Die Gruppe bestand aus den drei Mitgliedern Kevin „Flipside“ White, Sammy „Bust Stop“ Williams und Ronald „Low M.B.“ Watkins. 
Auf dem Label Big Beat Records veröffentlichten sie 1992 ihr Debütalbum Straight Up Watts sowie die daraus ausgekoppelte Single "Slangin’ Dope".
1994 unterschrieben O.F.T.B. einen Plattenvertrag bei Death Row Records, dem Plattenlabel von Suge Knight. Dort steuerten sie Songs zu den Soundtracks der Filme Murder Was The Case, Above The Rim und Gridlock’d bei. Auch mit Tupac Shakur arbeiteten sie zusammen.
Am 23. September 2013 wurde Flipside in Watts erschossen.